# Gregg L. Engles
Gregg L. Engles (Durant (Oklahoma), 16 augustus 1957) is de CEO en voorzitter van het Amerikaanse leidinggevende zuivel- en voedingsbedrijf Dean Foods uit Dallas (Texas). Hij is tevens de oprichter van het huidige Dean Foods, dat voorheen Suiza Foods Corporation heette. Het nam in 2001 Dean Foods over, alsook de naam.
In 2009 kocht Dean Foods het Belgische sojaverwerkende bedrijf Alpro voor € 325 miljoen.

## Groei
Na zijn studies aan het Dartmouth College en de Yale University ging Engles aan de slag als advocaat. Na wat tegenslagen ging hij werken als investeerder, eerst in dienst, later op eigen basis.
In 1988 kocht hij van The Soutland Corporation het dochterbedrijf Reddy Ice Group - een producent van ijs - voor de prijs van $ 26 miljoen. Groei kwam er door overnames; in 1990 had men reeds 15 vestigingen in bezit. In 1993 besliste men hetzelfde te doen in de zuivelhandel door de eerste aankoop in de branche. De basis lag toen in San Juan (Puerto Rico) waar men het zuivelbedrijf Suiza Dairy kocht.
Reddy Ice (1998) werd verkocht, zodat alle aandacht weer uitging naar de zuivel. Er waren niet minder dan 40 acquisities in de sector tot men in 2001 sectorgenoot Dean Foods - en de naam - overnam.
Thans telt de zuivelgroep bijna 26.000 werknemers en zijn er dagelijks 13.000 koelwagens op de baan. De omzet in 2008 bedroeg $ 12,5 miljard.